# 화천군 (선거구)
화천군은 대한민국의 옛 국회의원 선거구이다. 당시 강원도 화천군 지역을 관할했다.

## 역사
1954년 11월, 수복지구의 행정권이 회복되면서 화천군 지역의 행정권이 회복되었다. 이에 제4대 국회의원 선거를 앞두고 화천군 전 지역을 관할하는 선거구로 신설되었다.
제6대 국회의원 선거를 앞두고 철원군, 양구군과 함께 철원군·화천군·양구군 선거구를 이루게 되면서 폐지되었다.

## 역대 국회의원
| 선거   | 정당 | 정당   | 의원   |
| ------ | ---- | ------ | ------ |
| 1958년 |      | 자유당 | 박덕영 |
| 1960년 |      | 민주당 | 김준섭 |

## 역대 선거 결과

### 대한민국 제4대 국회의원 선거
|  | 47.97% |

|  | 26.68% |

|  | 14.77% |

|  | 4.02% |

|  | 3.78% |

|  | 2.75% |

|  | 0% |

### 대한민국 제5대 국회의원 선거
|  | 25.52% |

|  | 17.48% |

|  | 11.64% |

|  | 10.32% |

|  | 9.03% |

|  | 6.10% |

|  | 5.23% |

|  | 3.78% |

|  | 3.69% |

|  | 3.64% |

|  | 3.52% |